# Proteoliză

Hidroliza proteinelor (roșu) ca urmare a atacului nucleofil al apei (albastru). Reacția necatalizată are loc în sute de ani.

Proteoliza este un proces chimic prin care are loc degradarea proteinelor în polipeptide cu catenă mai mică și amioacizi. Reacția necatalizată de hidroliză a legăturilor peptidice este extrem de lentă, durând sute de ani. Proteoliza este adesea realizată de către enzime celulare, denumite proteaze.